# فولدا (مینه‌سوتا)
فولدا، مینه‌سوتا (به انگلیسی: Fulda, Minnesota) یک شهر در ایالات متحده آمریکا است که در Murray County واقع شده‌است.

## خصوصیات
فولدا ۲٫۸۷ کیلومترمربع مساحت و ۱٬۳۱۸ نفر جمعیت دارد و ۴۶۴ متر بالاتر از سطح دریا واقع شده‌است.